# Avikam (peuple)
Pour les articles homonymes, voir Avikam.
Les Avikam  sont un peuple de Côte d'Ivoire, vivant pour sa grande majorité en bordure du golfe de Guinée, près de la ville de Grand-Lahou.  
Il n'y a pas  plus d'étude sur les ethnies en Côte d'Ivoire. Cependant, en 2021, le grand groupe ethnique Akan répresente 38,0% de la population ivoirienne. Les Avikam font partie du sous-groupe des Akan lagunaire originaire du Ghana.

## Ethnonymie
Selon les sources et le contexte, on rencontre d'autres formes : Avekom, Avikam, Avikom, Brignan, Brinya, Gbanda, Kwaka, Lahou, Lahu, Mbrignan.

## Langue
Leur langue propre est l'avikam, une langue kwa, dont le nombre de locuteurs était estimé à 21 000 en 1993.

## Culture
Les Avikam dansent le mapouka, popularisée dans les années 90 par le groupe Nigui Saff K-Dance avant d'être interdite pour son "obscénité".